# Leyla Tuğutlu

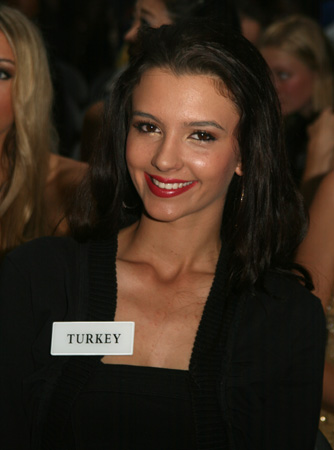
Leyla Lydia 2008

Leyla Lydia Tuğutlu (* 29. Oktober 1989 in Berlin) war die Miss Turkey des Jahres 2008.

## Leben
Tuğutlu wurde als Tochter eines türkischen Vaters und einer deutschen  Mutter in Berlin geboren. Sie besuchte die Schule in der Türkei und nahm früh Klavierunterricht. Sie besuchte fünf Jahre das Musik-Konservatuar (Konservatorium) und arbeitete nebenher in einer Modelagentur. Zum Zeitpunkt ihres Sieges im Misswettbewerb studierte sie im zweiten Semester an einer Istanbuler Universität.
Danach vertrat Tuğutlu die Türkei bei der Miss World 2008 in Südafrika. 2012–2015 spielte sie eine Rolle in der türkische Serie Karadayi. In dem Film Delibal (2015) verkörperte sie die Hauptrolle der Füsun Şahin. Seit 2017 spielt sie die Hauptrolle Derin Mirkelamoğlu in der türkischen Fernsehserie Bu Şehir arkandan gelecek.